# FastPort
FastPort war eine von Sony Ericsson eingeführte proprietäre Hardwareschnittstelle, über die die eigenen Handys mit Zubehör wie z. B. Kopfhörern oder Computern (über USB) verbunden wurden. Diese Schnittstelle wurde seit etwa 2005 eingesetzt, ab 2010 wurden Modelle mit einem Micro-USB-Anschluss versehen. Der FastPort befand sich bei früheren Modellen meist am unteren Ende des Handys, bei den meisten späteren Geräten an der Seite.
Durch diesen Standard ließen sich Zubehörteile von Vorgängermodellen (z. B. K750i) auch bei jüngeren Modellen (z. B. K850i) einsetzen. Es sind auch serienübergreifende Kombinationen möglich, z. B. zwischen Cyber-shot- und Walkman-Handys (z. B. W550i). Allerdings war bei vielen letzteren Modellen der Anschluss nicht mehr unten, sondern auf der linken Seite angebracht, wodurch diese Modelle inkompatibel zu bestimmtem Zubehör wie etwa Tisch-Ladestationen oder Kfz-Halterungen waren. Auch die Gebrauchstauglichkeit beim Tragen eines Handys mit angeschlossenem Zubehör in der Tasche oder in der Hand wurde dadurch eingeschränkt.

## Verwendung
- Datenübertragung

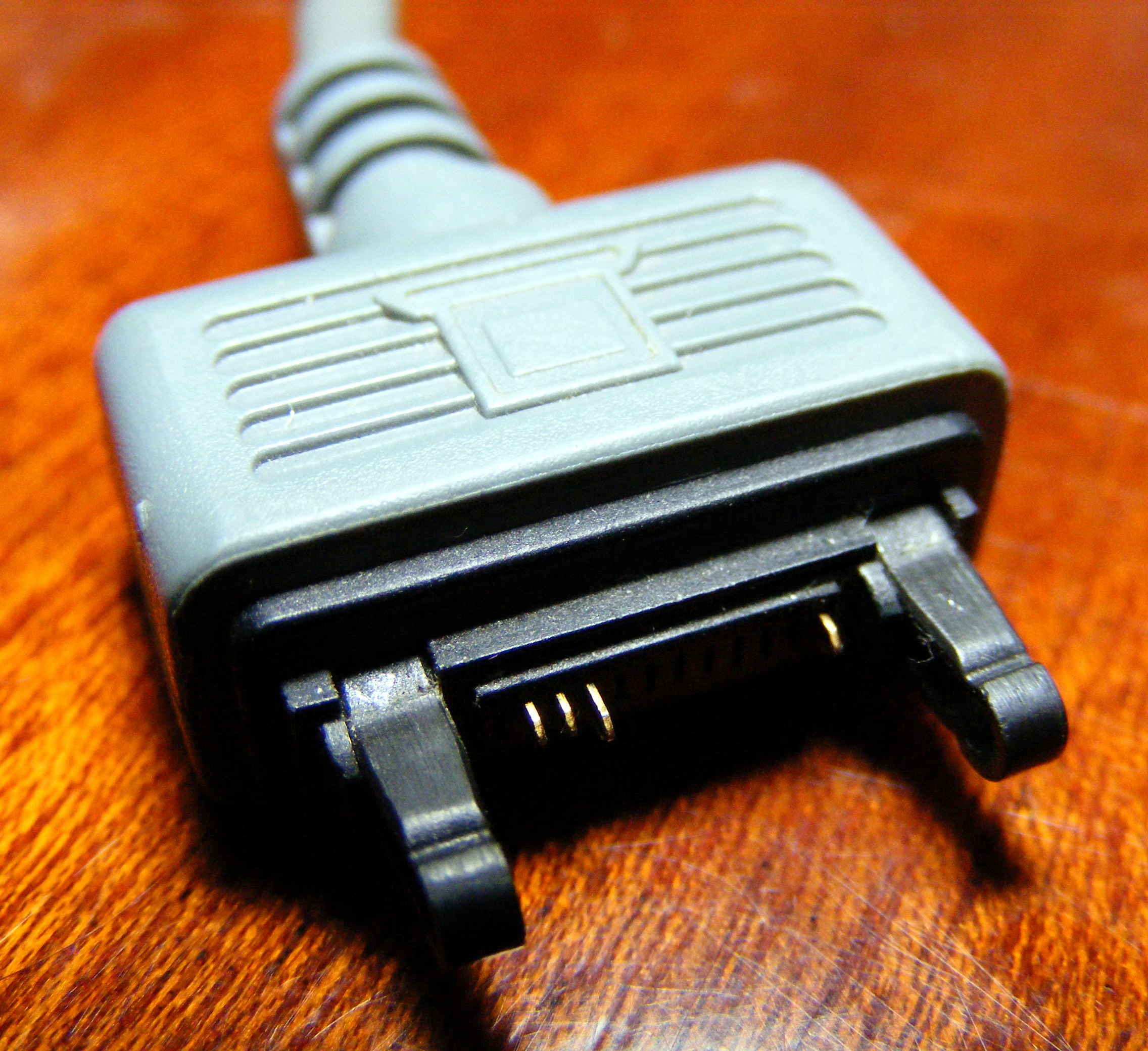
FastPort Stecker

- Anschluss für Zubehör, z. B. Headsets, Adapter auf 3,5-mm-Klinkenstecker
- Anschluss eines Ladegerätes, um den Akkumulator aufzuladen; oft ist es möglich, parallel zum Aufladen Daten zu übertragen oder Musik über Kopfhörer/Headset zu hören.

## Aufbau
Der Stecker hat bis zu 12 Pins für elektrische Verbindungen (für Stromversorgung und Daten), wobei nicht immer alle Pins bestückt sein müssen. Zwei doppelseitige „Haken“ auf dem Stecker und passende Löcher im Geräteanschluss befinden sich an beiden Enden, um den Stecker sicher an seinem Platz zu halten. Die Abmessungen des Steckers des Kopfhörers sind ungefähr 20 × 5 mm.
Um den Kabeltyp zu kennzeichnen und zu zeigen, wie der Stecker korrekt eingeführt wird, ist ein kleines Symbol an der Seite, das zur Front des Mobiltelefons zeigt. Ebenso gibt es einen kleinen Blitz auf den Stromsteckern, ein klassisches Kopfhörersymbol auf den Headsets und drahtlosen Steckern, einen Computerbildschirm auf Datenkabeln und schließlich ein Knoten-Symbol auf Musikzubehör.

## Ähnliche Steckverbinder
Andere Mobilfunkmarken hatten ähnliche Typen von Steckverbinder wie beispielsweise der Pop-Port von Nokia, der jedoch nicht zur Stromversorgung eingesetzt wurde.